# دوغ هولدن
دوغ هولدن (بالإنجليزية: Doug Holden)‏ هو لاعب كرة قدم بريطاني، ولد في 28 سبتمبر 1930 في مانشستر في المملكة المتحدة. شارك مع منتخب إنجلترا لكرة القدم. أما مع النوادي، فقد لعب مع بريستون نورث إيند وبولتون واندررز.

## وصلات خارجية
- دوغ هولدن على موقع قاعدة بيانات كرة القدم.إي يو (الإنجليزية)
- دوغ هولدن على موقع ناشيونال فوتبول تيمز (الإنجليزية)